# A. v. Humboldt
Die A. v. Humboldt ist ein ehemaliges deutsches Forschungsschiff. Es wurde zuletzt vom Leibniz-Institut für Ostseeforschung in Warnemünde (IOW) eingesetzt. 2004 wurde es außer Dienst gestellt und 2007 verkauft. Seit 2009 ist das Schiff als Nautilus im Einsatz.

## Geschichte
Das Schiff wurde 1967 auf der VEB Peene-Werft in Wolgast als Trawler vom Typ Artur Becker gebaut. Die Kiellegung erfolgte am 4. November 1966, der Stapellauf am 21. Februar 1967. Fertiggestellt wurde das Schiff am 8. Juli 1967.
Das Schiff kam zunächst unter dem Namen Georgius Agricola als geophysikalisches Forschungsschiff zur Rohstofferkundung in der Ostsee zum Einsatz. Als die Arbeiten Anfang 1970 eingestellt wurden, wurde das Schiff am 1. Mai 1970 als Forschungsschiff vom Institut für Meeresforschung der Akademie der Wissenschaften der DDR übernommen. Es wurde zunächst provisorisch umgerüstet. Erst von Juli 1977 bis Oktober 1978 konnte das Schiff dann zum Forschungsschiff umgebaut werden. Die DDR setzte das Schiff in erster Linie für Forschungsfahrten im Nord- und Südatlantik ein.
Nach der Deutschen Wiedervereinigung übernahm das Land Mecklenburg-Vorpommern das Schiff. Betrieben wurde es nun vom Leibniz-Institut für Ostseeforschung in Warnemünde (IOW). Die Bereederung des Schiffes erfolgte seit 1992 durch BMS Baltic Marine Service GmbH in Rostock, die Einsatzplanung des in erster Linie in der Ostsee eingesetzten Schiffs durch die Steuergruppe „Mittlere Forschungsschiffe“ am Institut für Meereskunde der Universität Hamburg.
Im September 2004 wurde das Schiff außer Dienst gestellt und 2005 durch die Maria S. Merian ersetzt.

## Verbleib

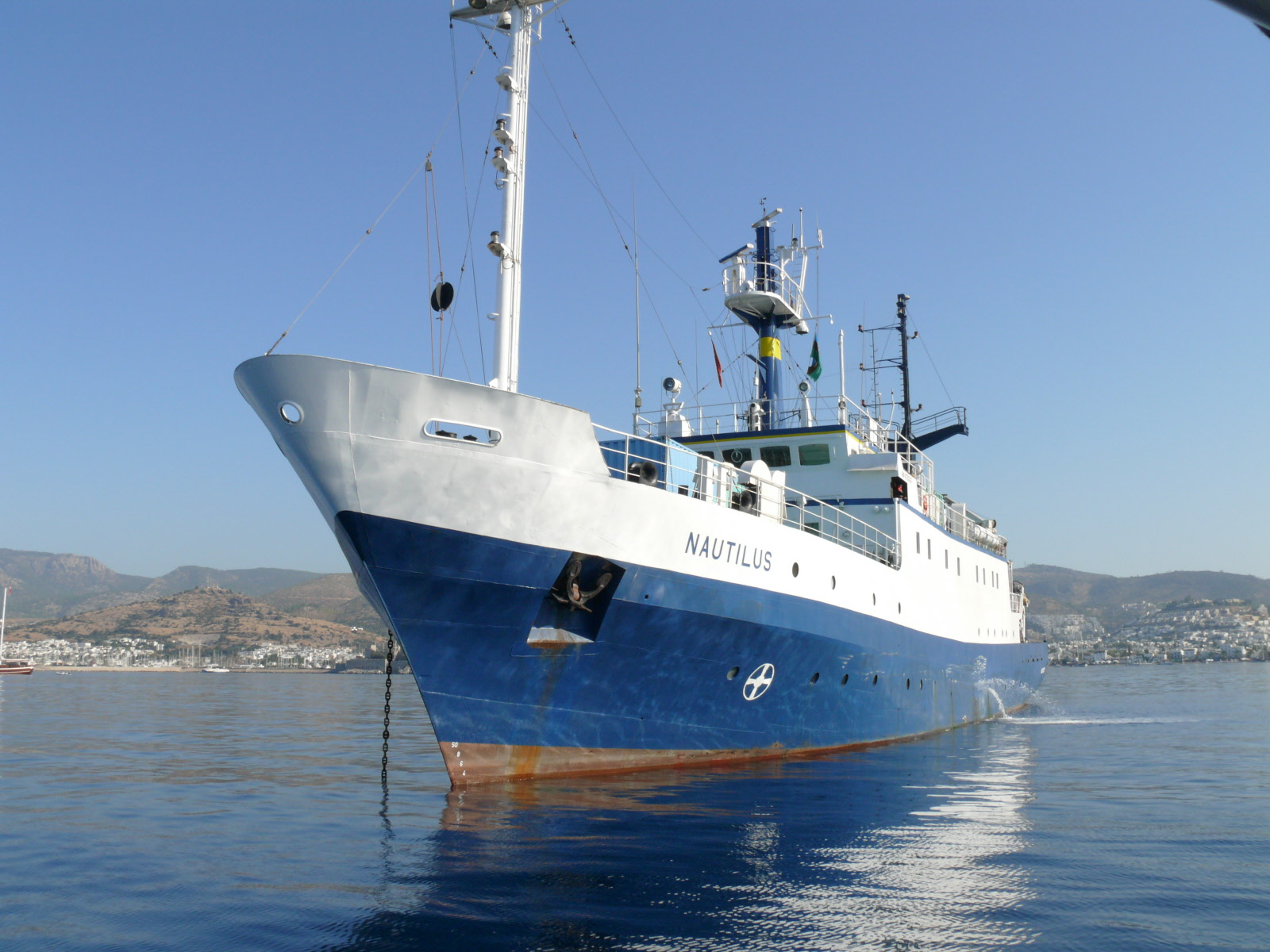
Das Schiff als Nautilus

Die A. v. Humboldt wurde nach ihrer Außerdienststellung verkauft und kam als Franklin unter der Flagge Antigua und Barbudas wieder in Fahrt (Rufzeichen: V2PJ6, Heimathafen: St. John’s). 2007 wurde das Schiff an die Eagle Shipping auf den Britischen Jungferninseln verkauft und wieder in A. v. Humboldt umbenannt. Das Schiff kam jetzt unter die Flagge von St. Vincent und die Grenadinen (Rufzeichen: J8B3605, Heimathafen: Kingstown). Von Eagle Shipping wurde das Schiff weiterverkauft. 2008 lag es in Cuxhaven, im Frühjahr 2009 bei den Rickmers-Lloyd Dockbetrieben in Bremerhaven. Das mittlerweile in Nautilus umbenannte Schiffes wird vom US-amerikanischen Unternehmen Ocean Exploration Trust weiter unter der Flagge von St. Vincent und die Grenadinen als Forschungsschiff einsetzt. Bereedert wird das Schiff vom irischen Unternehmen Maritime Management.

## Technische Daten
Die A. v. Humboldt wurde von einem Sechszylinder-Zweitakt-Dieselmotor des VEB Dieselmotorenwerk Rostock (Modell 6 NZD 72) mit 1285 kW Leistung angetrieben. Der Motor wirkte auf einen Verstellpropeller. Das Schiff erreichte eine Geschwindigkeit von bis zu 12 Knoten. Als Manövrierhilfe verfügte es über ein Bugstrahlruder.
Als A. v. Humboldt konnte das Schiff bei einem Einsatzradius von circa 12.700 Seemeilen circa 50 Tage ununterbrochen auf See bleiben. Es verfügte über neun Labore sowie mehrere Winden und Kräne für den Einsatz als Forschungsschiff, darunter auch einen Heckgalgen mit einer Tragfähigkeit von 5 t.
Nach dem Verkauf wurde das Schiff mehrfach umgebaut. Dabei wurde es unter anderem neu motorisiert. Als Antrieb fungiert ein Viertaktmotor des Typs ABC 8DZC mit 1472 kW Leistung, der über ein Untersetzungsgetriebe auf den Verstellpropeller wirkt. Das Bugstrahlruder wird von einem Motor mit 280 kW Leistung angetrieben. Weiterhin wurde eine als Wasserstrahlantrieb ausgelegte und mit 300 kW Leistung angetriebene, weitere Querstrahlsteueranlage im Heckbereich des Schiffes installiert. Für die Stromerzeugung an Bord stehen drei von Caterpillar-Dieselmotoren des Typs C18 angetriebene Generatoren zur Verfügung.
Die Ausstattung wurde mehrfach verändert, so wurden unter anderem ein ROV-Hangar und ein Moonpool nachgerüstet. Der Heckgalgen wurde ersetzt und kann nun 8 t heben.
Die Reichweite des Schiffes wird nun bei einer Geschwindigkeit von 10 Knoten mit 13.000 Seemeilen angegeben. Es kann 40 Tage auf See bleiben. Das Schiff wird von einer 17-köpfigen Besatzung betrieben. An Bord können insgesamt 35 Personen eingeschifft werden (Wissenschaftler, Techniker o. ä.).

## Sonstiges
Die Nautilus Rupes, eine Rupes auf dem Merkur, wurde 2013 nach dem Forschungsschiff Nautilus benannt.